# Vlag van Woensdrecht

Vlag van de gemeente Woensdrecht

De vlag van Woensdrecht werd voor het eerst op 14 november 1963 bij raadsbesluit vastgesteld als de gemeentelijke vlag van de Noord-Brabantse gemeente Woensdrecht. De vlag is in het raadsbesluit als volgt omschreven:
rechthoekig, waarbij de hoogte zich verhoudt tot de lengte als 2:3; verdeeld in twee vakken: aan de stokzijde een groen vak, waarvan de lengte 1/3 van de vlaglengte bedraagt; aan de andere zijde een geel vlak, waarvan de lengte 2/3 van de vlaglengte bedraagt; het gele vak beladen met drie horizontale evenwijdige blauwe banen, welke evenver van elkander verwijderd zijn.
De verhouding van de banen is ca. 12:2:5:2:5:2:12.
Per 1 januari 1997 fuseerde Woensdrecht met de gemeenten Huijbergen, Ossendrecht en Putte tot de nieuwe gemeente Woensdrecht. Op 25 september 1997 bekrachtigde de gemeenteraad de vlag van de voormalige gemeente Woensdrecht als de gemeentevlag van de nieuwe gemeente.
De betekenis is als volgt: groen symboliseert de laaggelegen poldergrond, geel de hooggelegen zandgrond. De drie blauwe banen staan voor de Ooster- en Westerschelde en de voorheen bestaande open doorvaart door het Kreekrak, waaraan Woensdrecht zijn ontstaan te danken heeft.
Het oevergebied werd in 1997 echter aan de gemeente Bergen op Zoom toebedeeld. G. Schuurmans (1908-1971), hoofd van een plaatselijke school, maakte het eerste ontwerp voor de vlag. Na verandering in overleg met de Hoge Raad van Adel kwam nadien de huidige vlag tot stand.

## Verwante afbeelding

Het wapen van Woensdrecht

Alphen-Chaam · Altena · Asten · Baarle-Nassau · Bergeijk · Bergen op Zoom · Bernheze · Best · Bladel · Boekel · Boxtel · Breda · Cranendonck · Deurne · Dongen · Drimmelen · Eersel · Eindhoven · Etten-Leur · Geertruidenberg · Geldrop-Mierlo · Gemert-Bakel · Gilze en Rijen · Goirle · Halderberge · Heeze-Leende · Helmond · 's-Hertogenbosch · Heusden · Hilvarenbeek · Laarbeek · Land van Cuijk · Loon op Zand · Maashorst · Meierijstad · Moerdijk · Nuenen, Gerwen en Nederwetten · Oirschot · Oisterwijk · Oosterhout · Oss · Reusel-De Mierden · Roosendaal · Rucphen · Sint-Michielsgestel · Someren · Son en Breugel · Steenbergen · Tilburg · Valkenswaard · Veldhoven · Vught · Waalre · Waalwijk · Woensdrecht · Zundert